# Félix de Bourges
Félix de Bourges (fallecido en Bourges c. 580) fue un obispo de Bourges que más tarde se reconoció como Santo.
Se conocen relativamente pocos detalles de la vida de Félix. Es conocido por haber sido obispo consagrado por Germán de París. También es conocido por haber participado en el Concilio de París en 573. También sabemos del poema de Venancio Fortunato dirigido a Félix con respecto a un píxide de oro que él había hecho.
Félix fue enterrado originalmente en la iglesia de Austregisilus de Castro, fuera de las murallas de la ciudad. La veneración popular de él se desarrolló rápidamente. Gregorio de Tours relata que doce años después de la muerte de Félix, la losa de piedra que cubría sus restos fue reemplazada por una losa de material más preciado.
Varios milagros fueron reportados como habiendo ocurrido a los que bebieron el agua que contenía algo del polvo de piedra de la losa original.
- Datos: Q5442379